# プロリンデヒドロゲナーゼ
プロリンデヒドロゲナーゼ(proline dehydrogenase)は、アルギニン、プロリン代謝酵素の一つで、次の化学反応を触媒する酸化還元酵素である。
L-プロリン + キノン {\displaystyle \rightleftharpoons } (S)-1-ピロリン-5-カルボン酸 + キノール
反応式の通り、この酵素の基質はL-プロリンとキノン、生成物は(S)-1-ピロリン-5-カルボン酸とキノールである。補因子としてFADを用いる。
組織名はL-proline:acceptor oxidoreductaseで、別名にL-proline dehydrogenase、L-proline:(acceptor) oxidoreductaseがある。